# 杨资元
楊資元（1928年4月—2018年10月27日），男，广东梅县人，生于英属香港，中华人民共和国政治人物，曾任广州市人民政府市長，广州市政协主席。

## 生平
楊資元於1953年12月加入中國共產黨，毕业于中山大學文學院。历任廣州市經委主任，廣州市對外經貿委員會主席，廣州市國際信托投資公司總經理，广州市人民政府副市長，中共广州市委常委、副書記。1988年6月至1990年6月擔任廣州市市長。1990年任广州市政协主席。
2018年10月27日下午1時於廣州病逝，終年92歲。